# 燕喜館
燕喜館（えんきかん）は、新潟県新潟市中央区にある白山公園内の施設。建物は国の登録有形文化財である。

## 概要
明治から昭和にかけて活躍した商家、斎藤喜十郎家の邸宅の一部（1908年（明治41年）建築）を、東堀通7番町から白山公園内に移築再建し、1997年（平成9年）秋に開館。
新潟市の中心部において明治期の風情に触れることのできる貴重な存在となっていたが、この邸宅の内、「燕喜館」と呼ばれていた接客部分を市に寄付されたことから、新たな茶室などを付加して白山公園の一画に移築再建した。
1998年（平成元年）手づくり郷土賞受賞。	
現在では見学の他、文化活動を行う場として貸し出されている。